# Mns Baree Blang
Mns Baree Blang is een bestuurslaag in het regentschap Aceh Utara van de provincie Atjeh, Indonesië. Mns Baree Blang telt 122 inwoners (volkstelling 2010).